# José Carlos Fernández Vázquez
José Carlos Fernández Vázquez (Minas de Riotinto, 17 de juliol de 1987) és un futbolista andalús, que ocupa la posició de migcampista i juga pel Ríotinto Balompié.

## Trajectòria esportiva
Format a les categories inferiors del Sevilla FC, després de militar als diversos filials debutà amb el primer equip al febrer del 2009, en partit contra el RCD Espanyol. Va estar a la primera plantilla sevillista fins al 2011, quan fou cedit al Fútbol Club Cartagena. Després comptar poc per Juan Ignacio Martínez Jiménez, el tècnic del FC Cartagena, torna al Sevilla FC.
La temporada 2011/12 no compta per al tècnic Marcelino García Toral i se'n va a l'AEK Atenes, acompanyat de Juan Cala, en qualitat de cedit, on està a les ordres de Manolo Jiménez.
La temporada 2012/13, decideix no renovar el contracte amb l'AEK Atenes i arriba lliure al Rayo Vallecano, on signa per 2 temporades.

## Palmarès

### Sevilla FC
- Copa del Rei (2009-10)